# HTC RE

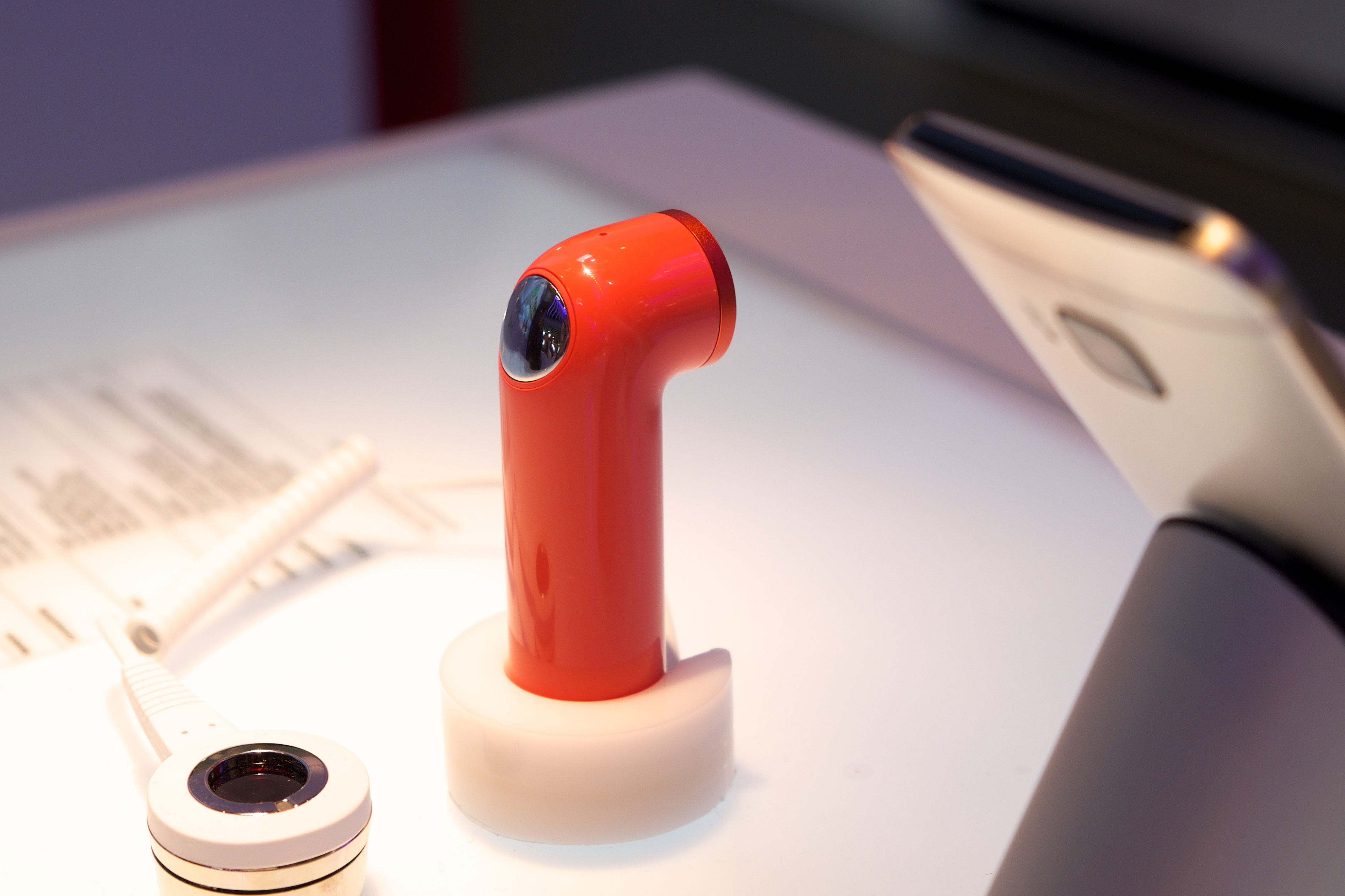
在2015年世界行動通訊大會展示的HTC RE迷你攝錄影機

HTC RE是HTC的系列產品，旗下包含了HTC RE迷你攝錄影機、RE Vive虛擬實境頭戴式顯示器及與Under Armour合作的RE Grip運動專用智慧手環。

## 系列沿革
HTC RE迷你攝錄影機在2014年12月3日正式上市，並在2015年1月5日釋出葛仲珊為代言HTC RE的自拍改編版30秒廣告。
原定在2015年推出的RE Grip運動專用智慧手環延後上市，而HTC稱「RE Grid」此名稱將進行變更並於同年底上市，最終該產品以「UA Band」的名稱正式上市。
對於RE系列產品，HTC稱「RE」類似於HTC Desire成為副品牌，產品包裝呈現以及行銷品上會加入「RE」的標誌，在產品型號部分則不會留有「RE」字樣，換言之，「HTC VIVE」為型號但其包裝則為「HTC RE VIVE」，但最終RE Vive隨著HTC時任CEO周永明的離職，成為新的獨立產品「Vive」系列。

## 軼聞
HTC於2015年愚人節在官方論壇發布「HTC RE Sok智慧透氣襪」的開箱文，稱該智慧透氣襪搭載1600萬畫素146°lens(f/2.8)超廣角鏡頭、Nano HTC BoomSound音響、智慧型曲面螢幕及儲存空間16GB、32GB跟64GB三種版本，電池容量則為820mAh，該裝置內建NFC跟藍芽，可以跟智慧型手機配對，且支援體感偵測。